# Madonie
Die Madonie oder Le Madonie sind eine Gebirgskette auf der Mittelmeerinsel Sizilien.

## Lage
Das Gebirge befindet sich ziemlich genau in der Mitte der Nordküste Siziliens südlich von Cefalù und gehört zur Metropolitanstadt Palermo. Als Circuito delle Madonie dienten die dortigen Bergstraßen von 1906 bis 1977 als Austragungsort der Targa Florio.

## Beschreibung
Zusammen mit den Monti Peloritani und den Monti Nebrodi bilden die Monti Madonie eine Fortsetzung der Gebirgskette des Apennin. Sie bestehen überwiegend aus Kalkstein und Dolomit und sind stellenweise stark verkarstet und von Karren und Dolinen durchzogen.
Die höchsten Erhebungen der Madonie sind Pizzo Carbonara, mit 1979 m s.l.m. der höchste nichtvulkanische Berg Siziliens (bzw. zweithöchste Berg Siziliens nach dem Ätna), Pizzo Antenna Grande 1977 m s.l.m., Pizzo Palermo 1964 m s.l.m., Monte Ferro 1906 m s.l.m., Monte Mufara 1865 m s.l.m., Monte San Salvatore 1912 m s.l.m. und der Pizzo Scalonazzo mit 1904 m s.l.m.
In schneereichen Wintern werden die Berge von den Palermitanern für Wintersport genutzt. Zugleich stellen die Berge ein wichtiges Trinkwasserreservoir für Palermo dar.
Der Wald auf den Monti Madonie zählt zu den artenreichsten Wäldern des Mittelmeerraums. Er bedeckt insgesamt eine Fläche von ca. 15.000 ha, überwiegend an den regenreicheren Nordhängen der Berge. Man findet hier Kork- und Steineichen, Ulmen und riesige Stechpalmen. Hier befinden sich auch die letzten natürlichen Vorkommen der Nebrodi-Tanne (Abies nebrodensis).  Die Madonie wurde zudem von BirdLife International als Important Bird Area identifiziert.
1989 wurde ein Teil der Monti Madonie mit seiner artenreichen Fauna und Flora als Parco delle Madonie zum Naturpark erklärt und somit unter Schutz gestellt.